# Portrait de Maerten Soolmans
Le Portrait de Maerten Soolmans est une peinture à l'huile de Rembrandt réalisée en 1634.

## Identification du personnage et histoire du tableau
Cette peinture est répertoriée par Hofstede de Groot en 1915, qui en fait une description précise et identifie alors le personnage comme étant Maerten Daey, second époux d'Oopjen Coppit (1611-1689). Il s'agissait en fait de son premier époux, Maerten Sollmans (1613-1641), fils de réfugié anversois, qui épousa Oopjten Coppit  en juin 1633 ; la confusion  est liée au fait que le tableau est resté longtemps dans la famille de Maerten Daey.
Sorti de la famille des héritiers  de Daey vers 1798, les deux tableaux entrent dans la famille van Winter à la suite de leur acquisition par Pieter van Winter (1845-1807). L'une de ses filles, Anna Louisa van Winter (1793-1877) hérite de la moitié de la collection de son père  (dont les deux tableaux), se marie avec  Willem van Loon (1794-1847). En 1877, à la mort d'Anna Louisa, les héritiers mettent en vente la collection. Le gouvernement néerlandais, un moment désireux d'acheter tout ou partie de la collection, renonce devant le montant des sommes demandées. C'est un consortium mené par  le baron Gustave de Rothschild qui se porte acquéreur de  soixante-huit tableaux de la collection, dont les deux portraits des époux Soolman. Les deux tableaux quittent alors les Pays-Bas pour être conservés en France.
L'œuvre restera la propriété de la branche française de la famille Rothschild pendant plus d'un siècle. Elle n'a été exposée au public qu'une seule fois en 150 ans, lors d'une exposition organisée en commun en 1956 par le Rijksmuseum Amsterdam et le musée Boijmans Van Beuningen de Rotterdam.
En 2014, lorsque la famille Rothschild souhaite se séparer des deux tableaux, alors que la France entend conserver les deux tableaux sur son sol, les Pays-Bas souhaitent effacer l'échec de 1877. Finalement, la solution d'une acquisition franco-néerlandaise est retenue : le portrait de Maerten Soolmans est acquis par l'État néerlandais  pour le Rijksmuseum et le Portrait de Oopjen Coppit est acquis par la France pour le musée du Louvre, pour un montant de 80 millions d'euros pour chacun des deux tableaux.

## L'accord franco-néerlandais
La procédure d'acquisition, finalisée le 1er février 2016,  prévoit que les deux tableaux ne pourront jamais être séparés. Ils seront présentés ensemble, alternativement au Musée du Louvre et du Rijksmuseum, selon une périodicité de 5 puis 8 ans. Ils ne pourront pas être prêtés à d'autres institutions.